# Drienica
Drienica es un municipio del distrito de Sabinov en la región de Prešov, Eslovaquia, con una población estimada a final del año 2024 de 758 habitantes.
Se encuentra ubicado en el centro-oeste de la región, en el valle del río Torysa (cuenca hidrográfica del río Tisza).

## Demografía
| Año        | 1994 | 2004    | 2014    | 2024    |
| ---------- | ---- | ------- | ------- | ------- |
| Población  | 671  | 691     | 734     | 758     |
| Diferencia |      | +2,98 % | +6,22 % | +3,26 % |

| Año        | 2023 | 2024    |
| ---------- | ---- | ------- |
| Población  | 771  | 758     |
| Diferencia |      | −1,68 % |